# Имеркская культура
Имеркская культура — археологическая культура племён эпохи энеолита, обитавших в бассейне реки Мокша.
Названа по характерному памятнику у озера Имерка Зубово-Полянского района Мордовии. Выявлена В. П. Третьяковым. Предположительно связана с культурами неолитических племён лесостепной зоны. Население занималось охотой, рыболовством. Наряду с медными широко пользовалось каменными орудиями труда, оружием (скребки, скобели, наконечники стрел и др.), глиняной посудой с округлым или уплощенным днищем, орнаментированными прочерченными линиями, оттисками «отступающей» лопаточки. Жили в полуземлянках на поселениях в поймах рек, на песчаных дюнах. На территории Республики Мордовия памятники имеркской культуры найдены у сёл Волгапино, Нижний Усад, Широмасово, рабочего поселка Ширингуши, у озера Машкино; в Пензенской области — у села Скачки, Большой Колояр.